# Poecilochroa involuta
Poecilochroa involuta är en spindelart som beskrevs av Tucker 1923. Poecilochroa involuta ingår i släktet Poecilochroa och familjen plattbuksspindlar. Inga underarter finns listade i Catalogue of Life.